# شكاعة بروغييري
شكاعة بروغييري أو خشيات أو طليحة أو شوكة أو فاجونيا (باللاتينية: Fagonia bruguieri) هو نوع نباتي ينتمي إلى جنس الشكاعة من الفصيلة القديسية.

## الموئل والانتشار
موطنها بلاد الشام ومصر والمغرب العربي والعراق والجزيرة العربية.

## مرادفات للاسم العلمي
- (باللاتينية: Fagonia echinella Boiss.)
- (باللاتينية: Fagonia myriacantha Boiss.)
- (باللاتينية: Fagonia schimperi C. Presl)